# Coroneia
Coroneia (em grego:  Κορώνεια, antes de 1915: Κουτουμουλάς - Koutoumoulas) é uma vila e uma antiga municipalidade da Beócia, na Grécia. Desde a reforma do governo local de 2011, faz parte do município Livadeia, da qual é uma unidade municipal. A população da unidade municipal era 3.170 habitantes na ocasião do recenseamento de 2011.

## História
Coroneia foi nomeada em homenagem a cidade antiga de Coroneia (em grego clássico: Κορώνεια). Segundo a tradição, a cidade antiga foi fundada por Corono, filho de Tersandro. Também pode ter sido fundada por beócios da cidade Arne na Tessália.
Na Batalha de Coroneia (447 a.C.), as forças atenienses sob a liderança de Tolmides derrotaram os beócios.
Na Batalha de Coroneia (394 a.C.), uma força de espartanos e seus aliados sob o Rei Agesilau II derrotou as forças de Tebas e Argos.
Na Terceira Guerra Sacra (356 a.C.-346 a.C.) Coroneia foi tomada duas vezes.